# Dariga Nazarbajewa

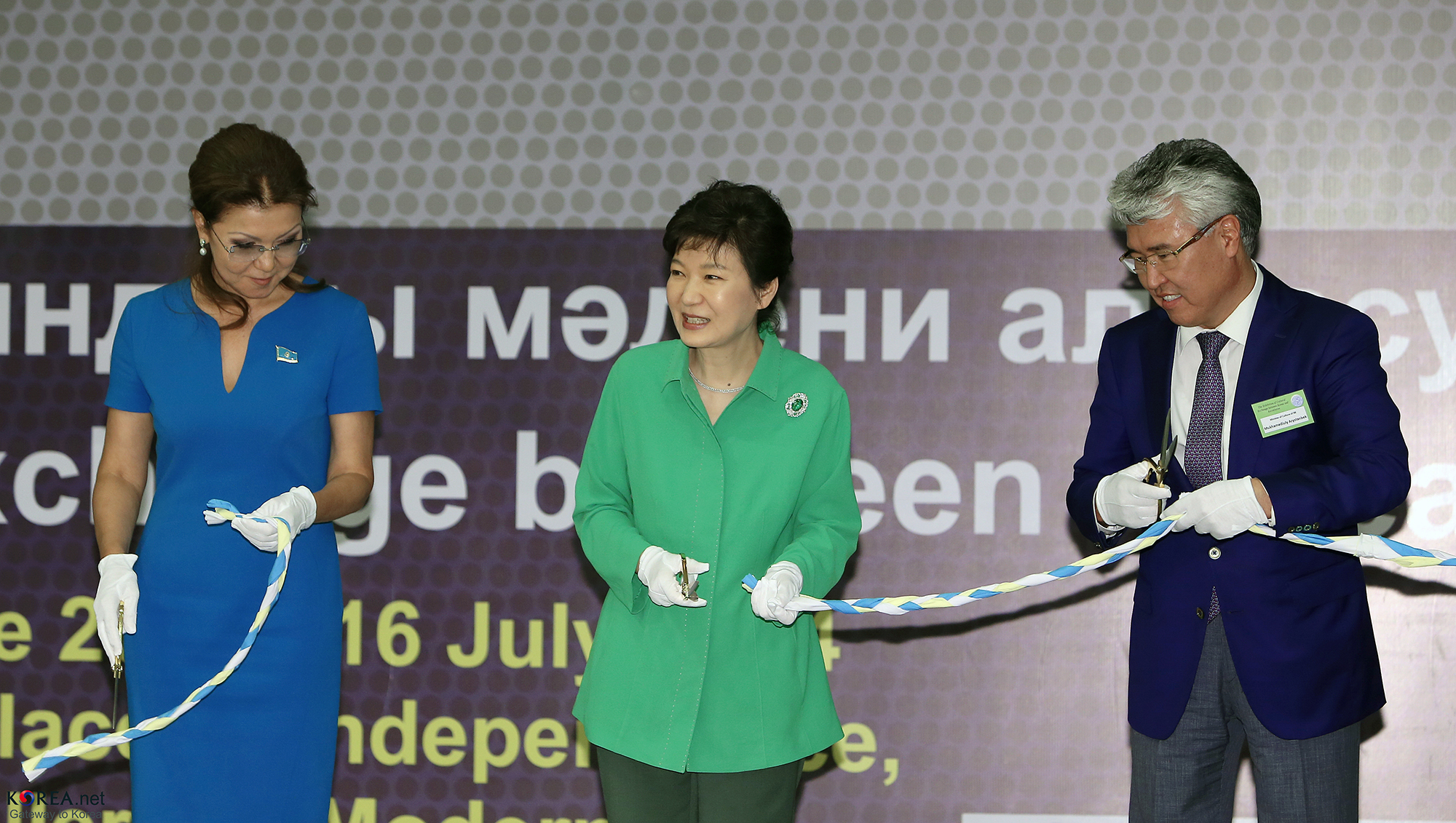
Dariga Nazarbajewa (z lewej) wraz z prezydent Korei Południowej Park Geun-hye (pośrodku) podczas inauguracji wystawy w Pałacu Niepodległości w Astanie. (2014)

Dariga Nursułtanowna Nazarbajewa (ros. Дарига Нурсултановна Назарбаева, ur. 7 maja 1963 w Temyrtau) – kazachska historyk, śpiewaczka operowa i polityk, najstarsza córka Nursułtana Nazarbajewa, od 20 marca 2019 do 2 maja 2020 przewodnicząca Senatu Parlamentu Kazachstanu.

## Życiorys
Urodziła się 7 maja 1963 w Temyrtau w Kazachskiej SRR jako pierwsze dziecko Nursułtana Nazarbajewa i jego żony Sary Nazarbajewej. W 1983 roku wyszła za mąż za Rachata Alijewa, z którym ma dwóch synów i córkę. Studiowała historię na Uniwersytecie Moskiewskim.
W latach 90. zajmowała wysokie stanowiska w przedsiębiorstwie medialnym Chabar (kaz. „Хабар” Агенттігі). 25 października 2003 założyła własną partię polityczną – Asar (kaz. Асар). W wyborach parlamentarnych w 2004 roku jej ugrupowanie zdobyło 11,4% głosów i 4 mandaty w Mażylisie. W 2006 roku partia Nazarbajewej została wchłonięta przez rządzącą krajem partię Nur Otan.
W latach 2004–2005 była jurorem programu SuperStar KZ – kazachskiego odpowiednika Pop Idol.
W 2007 roku Dariga Nazarbajewa po naciskach ze strony ojca rozwiodła się ze swoim mężem. Miało to związek z aferą polityczną do jakiej doszło wówczas w otoczeniu prezydenta. Alijew został oskarżony o zlecenie porwania i torturowania dwóch wpływowych menedżerów Nurbanku – jednego z największych banków w kraju. Pojawiły się informacje o rzekomym spisku inspirowanym przeciwko prezydentowi przez jego zięcia. Pozbawiony wszystkich stanowisk, Alijew chcąc uniknąć więzienia uciekł do Austrii (gdzie zmarł 24 lutego 2015). Te wydarzenia zrujnowały relacje Darigi z elitą polityczną kraju i na kilka lat wyeliminowały ją z życia publicznego.
W następstwie wyborów parlamentarnych w 2012 roku, Nazarbajewa uzyskała mandat deputowanej z ramienia partii Nur Otan. 3 kwietnia 2014 jako pierwsza kobieta objęła stanowisko wiceprzewodniczącej Mażylisu. 11 września 2015 prezydent Nursułtan Nazarbajew powołał ją w skład gabinetu Karima Masimowa na urząd wicepremiera. W wyborach parlamentarnych w 2016 roku nie uzyskała reelekcji jako deputowana do Mażylisu.
13 września 2016 ustąpiła ze stanowiska wicepremiera na rzecz objęcia mandatu deputowanej do Senatu.
19 marca 2019 jej ojciec – prezydent Nursułtan Nazarbajew, w orędziu telewizyjnym ogłosił, że rezygnuje ze sprawowania swojego urzędu po niemal 28 latach u władzy (z mocą obowiązującą od następnego dnia).
20 marca 2019 Kasym-Żomart Tokajew przejął obowiązki prezydenta, a zaprzysiężenie odbyło się podczas wspólnego posiedzenia obu izb kazachskiego parlamentu. Tego samego dnia Nazarbajewa została powołana na stanowisko przewodniczącej Senatu Parlamentu Kazachstanu. 2 maja 2020 została odwołana ze stanowiska przewodniczącej Senatu.

## Odznaczenia
- Order „Szlachetność” (2004)
- Order „Honor” (2004)
- Order „Lampart” (2013)
- Medal „10 lat Niepodległości Republiki Kazachstanu” (2001)
- Medal 20-lecia Konstytucji Republiki Kazachstanu (2015)
- Medal 20-lecia Zgromadzenia Narodów Kazachstanu (2015)
- Kawaler Orderu Sztuki i Literatury (2009)